# Девід Ллойд
Девід Ллойд (англ. David Lloyd; нар. 1950) — британський художник коміксів, найбільше відомий як ілюстратор коміксу «V — означає Вендетта» Алана Мура.

## Кар'єра
Кар'єра Девіда Ллойда, як художника коміксів, почалася в кінці 1970-х років. Першими його роботами стали кілька серій видавництва Marvel UK, А також комікс «Halls of Horror», опублікований видавництвом TV Comic. Разом зі сценаристом Стівом Паркхаузомвін створює персонажа Night Raven.
Коли в 1982 році Дез Скінн готувався до початку публікації журналу Warrior, він звернувся до Ллойда з проханням придумати нового персонажа. Об'єднавшись зі сценаристом Аланом Муром (який до цього був зайнятий у виробництві журналу Doctor Who Magazine, що випускається Marvel UK), Ллойд створює «V — означає Вендетта» — похмуру історію терористичної боротьби анархіста проти фашистського уряду в альтернативному майбутньому. На початку 1985 року журнал припинив публікуватися, і серія була передрукована і продовжена в кольорі компанією DC Comics.
У 1995 році «V — означає Вендетта» була видана у вигляді окремої графічної новели. За мотивами цієї новели в 2006 році випускається фільм. Стилізовані маски Гая Фокса, створені Ллойдом для коміксу, вийшли за рамки графічного твору і продовжили своє існування в реальному світі. Зараз вони найчастіше використовуються в демонстраціях протесту проти несправедливих дій уряду, культів, фінансових та силових структур.
Ллойд також працював над серіями: «Espers» видавництва Eclipse Comics, «Hellblazer» Гранта Моррісона і Джемі Делано, «War Story» видавництва DC Comics і Global Frequency видавництва WildStorm. Разом з Джемі Делано він брав участь у створенні «The Territory» видавництва Dark Horse. У цій компанії він, в числі іншого, працював над серіями «Aliens» І «James Bond». Для французького видавця Carabas він створив графічну новелу «Kickback», надалі перевидану англійською мовою підприємством Dark Horse (ISBN 1-59307-659-2).

## Фільмографія
Девід Ллойд був одним з авторів сценарію для фільму «V — означає Вендетта». Також він зіграв самого себе в третьому епізоді «Anarchy in the UK» документального міні-серіалу «Британський комікс», перший сезон якого був показаний в кінці 2007 року, і кількох документальних фільмах, знятих після виходу «V — означає Вендетта»:
- «Freedom! Forever!: Making 'V for Vendetta'»
- «'V for Vendetta' Unmasked»
- «England Prevails: V for Vendetta and the New Wave in Comics»

### Інтерв'ю
- Євгеній Осієвський (5.10.2018). Девід Ллойд: Алану Муру нізащо не треба було писати «Вартових» (укр.). Vertigo. Архів оригіналу за 12 листопада 2018. Процитовано 11 жовтня 2018.
- Hannibal Tabu (16.07.2005). CCI, Day 2 - "V for Vendetta" Artist David Lloyd Speaks (англ.). Comic Book Resources. Архів оригіналу за 28.07.2012. Процитовано 14 січня 2013.
- Daniel Robert Epstein (13.03.2006). V for Vendetta co-creator David Lloyd (англ.). SuicideGirls. Архів оригіналу за 4 лютого 2012. Процитовано 14 січня 2013.
- Jochen Ecke (2006). Interview with David Lloyd (англ.). G wie Gorilla. Архів оригіналу за 28 січня 2013. Процитовано 14 січня 2013.
- Jochen Ecke (2006). David Lloyd (V for Vendetta, Kickback) (нім.). G wie Gorilla. Архів оригіналу за 28 січня 2013. Процитовано 14 січня 2013.
- Gabriel Martins (2010). O desenhador responsável por “V For Vendetta” esteve em Portugal e a RDB falou com ele (порт.). ruadebaixo. Архів оригіналу за 23 липня 2012. Процитовано 14 січня 2013.